# Tessaoua
Tessaoua és un municipi del Níger, capital del departament de Tessaoua a la regió de Maradi. Té una població d'uns 31.667 habitants (cens del 2001).
Històricament ha estat un centre important de la regió. Està situat en una localització geogràfica central. És un punt central de comerç entre Agadez al nord i Nigèria al sud. Agadez és una de les ciutats més famoses del Níger en el desert del Sàhara, habitada primerament pels tuaregs. Kano és encara un important centre de comerç al nord de Nigèria habitat principalment pels hausses. També cal destacar que sigui a mig camí de les capitals departamentals nigerines de Maradi i Zinder. Zinder havia estat la capital del Níger fins a l'època del colonialisme francès es va moure la capital a l'oest cap a Niamey on hi havia més proximitat amb les possessions de l'Àfrica Francesa Occidental fent-la més fàcil de controlar. Jurídicament Tessaoua només era la capital regional fins que aquest estatus es va moure fins a Maradi la qual encara és la capital.
Tessaoua té una escola superior (liceu) i diverses escoles d'educació primària. Algunes ensenyen en francès i d'altres principalment en una llengua local com el haussa o fins i tot en àrab en les escoles alcoràniques. Hi ha dos hospitals. Diverses organitzacions no governamentals (ONG) tenen les seves bases regionals en aquesta ciutat des de la que accedeixen a les poblacions dels voltants.